# Вебстер (округ Вернон, Вісконсин)
Вебстер (англ. Webster) — місто (англ. town) в США, в окрузі Вернон штату Вісконсин. Населення — 821 особа (2020).

## Демографія
Згідно з переписом 2010 року, у місті мешкало 778 осіб у 271 домогосподарстві у складі 199 родин. Було 380 помешкань
Расовий склад населення:
| - 97,8 % — білих - 0,3 % — азіатів - 1,2 % — осіб інших рас |

До двох чи більше рас належало 0,8 %. Частка іспаномовних становила 1,8 % від усіх жителів.
За віковим діапазоном населення розподілялося таким чином: 30,7 % — особи молодші 18 років, 59,0 % — особи у віці 18—64 років, 10,3 % — особи у віці 65 років та старші. Медіана віку мешканця становила 33,1 року. На 100 осіб жіночої статі у місті припадало 98,5 чоловіків;  на 100 жінок у віці від 18 років та старших — 98,9 чоловіків також старших 18 років.
Середній дохід на одне домашнє господарство  становив 66 363 долари США (медіана — 52 279), а середній дохід на одну сім'ю — 80 133 долари (медіана — 67 500). Медіана доходів становила 43 854 долари для чоловіків та 27 083 долари для жінок. За межею бідності перебувало 19,3 % осіб, у тому числі 31,6 % дітей у віці до 18 років та 0,0 % осіб у віці 65 років та старших.
Цивільне працевлаштоване населення становило 431 особа. Основні галузі зайнятості: оптова торгівля — 20,2 %, сільське господарство, лісництво, риболовля — 17,9 %, освіта, охорона здоров'я та соціальна допомога — 13,7 %, виробництво — 12,1 %.